# Передозування трициклічними антидепресантами
Передозування трициклічними антидепресантами – це отруєння, спричинене передозуванням лікарських засобів із групи трициклічних антидепресантів (ТЦА). Симптоми можуть проявлятися у вигляді: гіпертермії (підвищеної температури тіла), розмитості зору, мідріазу (розширення зіниць), сонливості, сплутаності свідомості, судом, тахікардії та зупинки серця. Якщо симптоми не проявилися протягом шести годин після прийому, вірогідність їхнього виникнення низька.
Передозування трицикліками може трапитись випадково, або бути елементом спроби самогубства. Токсична доза залежить від конкретного ТЦА. Більшість з них нетоксичні при дозуванні менше 5 мг/кг, за винятком дезипраміну, нортриптиліну та триміпраміну, які зазвичай нетоксичні при дозах, нижче 2,5 мг/кг маси тіла. Для дітей раннього віку, доза в одну, або дві таблетки, може бути смертельною. Електрокардіограма (результат ЕКГ-дослідження) повинна бути включена у початкове оцінювання стану пацієнта, якщо є підозри на передозування.
На початку 2000-х років ТЦА були однією з найпоширеніших причин отруєнь. У Сполучених Штатах 2004-го року було зареєстровано понад 12 000 випадків. У Сполученому Королівстві отруєння ТЦА спричиняли приблизно 270 смертей на рік. Вперше, передозування трициклічними антидепресантами було зареєстровано у 1959 році.
При передозуванні часто є рекомендованим застосування активованого вугілля. Викликати блювоту не потрібно. Пацієнтам з розширеним комплексом QRS (> 100 мс), рекомендовано застосування бікарбонату натрію. Якщо виникають судоми, слід призначити бензодіазепіни. Людям з артеріальною гіпотензією (низьким артеріальним тиском) може застосовуватись інфузійна терапія та норадреналін. Також можна спробувати ліпідну емульсію, інтравенозно.